# 淨土真宗東本願寺派 (1988年)
淨土真宗東本願寺派（じょうどしんしゅうひがしほんがんじは）是淨土真宗之一派。從真宗大谷派獨立出來的三百數十座末寺・崇敬寺院所組成。本山是淨土真宗東本願寺派本山東本願寺。宗門由法主統率。

## 歷史
昭和44年（1969年），以京都的東本願寺為本山的真宗大谷派內部，因教義上的解釋、宗派的營運方針等，造成保守派和改革派的對立，最後導致紛爭「東本願寺騷動」。昭和63年（1988年），三百數十座從真宗大谷派獨立的寺院結成「淨土真宗東本願寺派」，以「東京本願寺」為本山。

## 關連項目
- 大谷家
- 牛久大佛

## 外部連結
- 淨土真宗東本願寺派 本山 東本願寺 （页面存档备份，存于）